# Haylee Outteridge
Haylee Outteridge es una deportista australiana que compite en vela en la clase Nacra 17. Su hermano Nathan compite en el mismo deporte.
Ganó dos medallas de plata en el Campeonato Mundial de Nacra 17, en los años 2018 y 2020.

## Palmarés internacional
| \| Campeonato Mundial \| Campeonato Mundial \| Campeonato Mundial \| Campeonato Mundial \| \| Año \| Lugar \| Medalla \| Clase \| \| ------------------ \| ------------------- \| ------------------ \| ------------------ \| \| 2018 \| Aarhus (Dinamarca) \| Medalla de plata \| Nacra 17 \| \| 2020 \| Geelong (Australia) \| Medalla de plata \| Nacra 17 \| |                     |                  |          |
| Campeonato Mundial |                     |                  |          |
| Año | Lugar               | Medalla          | Clase    |
| 2018 | Aarhus (Dinamarca)  | Medalla de plata | Nacra 17 |
| 2020 | Geelong (Australia) | Medalla de plata | Nacra 17 |